# 興安市
兴安市（越南语：／）是越南兴安省省莅城市。

## 地理
兴安市北接金洞县，南接河南省里仁县，东接仙侣县和太平省兴河县，西接河南省维先市社。

## 历史
后黎朝时期，兴安市名为庯憲（Phố Hiến），是当时著名的港口城市，城市规模仅次于京师奉天府（今河内市）。
1945年八月革命以后，兴安市社是兴安省省莅。
1954年8月5日，兴安市社下辖右门大庯、木床大庯、月湖大庯、新仁大庯、新市大庯、后场大庯、宪南社6大庯1社。6大庯下辖黎利小庯、徵侧小庯、徵貳小庯、陈兴道小庯、同庆小庯、丁先皇小庯、赵妪小庯、阮善述小庯、阮氏江小庯、阮攸小庯、阮知方小庯、范五老小庯、光中小庯、黄耀小庯、陈平仲小庯、永福小庯、码头小庯、黄高启堤小庯、吴权小庯、支棱小庯20小庯；宪南社下辖南和村、安武村、仁育村、茂阳村、良田村、芳该村、南进村7村。
1955年2月13日，木床庯和南和村合并更名为黄亨庯，右门庯更名为陈兴道庯，新仁庯和新市庯合并为明开庯，月湖庯和茂阳村合并更名为光中庯，码头庯更名为黎鸿丰庯。
1955年4月6日，宪南社良田村、芳该村、南进村划归仙侣县管辖，安武村、仁育村划归金洞县管辖。
1968年1月26日，兴安省和海阳省合并为海兴省，兴安市社随之划归海兴省管辖。
1975年以后，兴安市社下辖黎利坊、明开坊、鸿洲社2坊1社。
1982年1月4日，金施县蓝山社、宪南社2社和芙仙县鸿南社芳度村、广洲社南进村、茂阳村（除洲阳店外）3村划归兴安市社管辖。
1996年11月6日，海兴省重新分设为兴安省和海阳省，兴安市社划归兴安省管辖并成为兴安省莅。
1997年2月24日，黎利坊析置光中坊，宪南社改制为宪南坊，鸿洲社改制为鸿洲坊，蓝山社改制为蓝山坊。
2003年9月23日，仙侣县忠义社、连芳社、鸿南社、广洲社4社和金洞县保溪社1社划归兴安市社管辖；宪南坊析置安早坊，宪南坊部分区域划归黎利坊管辖，黎利坊部分区域划归宪南坊管辖，蓝山坊部分区域划归宪南坊管辖，黎利坊部分区域划归光中坊管辖，鸿洲坊部分区域划归光中坊管辖，鸿洲坊部分区域划归明开坊管辖。
2007年7月17日，兴安市社被评定为三级城市。
2009年1月19日，兴安市社改制为兴安市。
2013年8月6日，金洞县雄强社、富强社2社和仙侣县黄亨社、芳炤社、新兴社3社划归兴安市管辖。
2024年10月24日，越南国会常务委员会通过决议，自2024年12月1日起，光中坊并入黎利坊，芳炤社部分区域并入连芳社，芳炤社剩余区域和鸿南社合并为芳南社。

## 行政区划
兴安市下辖6坊9社，市人民委员会位于宪南坊。
- 安早坊（Phường An Tảo）
- 宪南坊（Phường Hiến Nam）
- 鸿洲坊（Phường Hồng Châu）
- 蓝山坊（Phường Lam Sơn）
- 黎利坊（Phường Lê Lợi）
- 明开坊（Phường Minh Khai）
- 保溪社（Xã Bảo Khê）
- 黄亨社（Xã Hoàng Hanh）
- 雄强社（Xã Hùng Cường）
- 连芳社（Xã Liên Phương）
- 富强社（Xã Phú Cường）
- 芳南社（Xã Phương Nam）
- 广洲社（Xã Quảng Châu）
- 新兴社（Xã Tân Hưng）
- 忠义社（Xã Trung Nghĩa）